# ミッシング・ユー (ジョン・ウェイトの曲)
「ミッシング・ユー」(Missing You)はイギリスのミュージシャンで、ベイビーズ、バッド・イングリッシュ（Bad English）にてボーカルを務めたジョン・ウェイトが1984年に発表した全米1位曲。
ウェイトは2006年、この曲をアリソン・クラウスとのデュエットでセルフ・カヴァーしている。またティナ・ターナーやブルックス&ダン、ロッド・スチュワートらがカヴァーした。
グランド・セフト・オート・バイスシティや同年のテレビドラマ『特捜刑事マイアミ・バイス』第2話の挿入歌としても使用されたほか、TBSの『コナン』の番宣にも使われた。

## チャート
| チャート (1984)                              | 最高順位 |
| -------------------------------------------- | -------- |
| Canadian RPM Top Singles                     | 1        |
| German Singles Chart                         | 13       |
| Irish Singles Chart                          | 6        |
| UK Singles Chart                             | 9        |
| U.S. Billboard Hot 100                       | 1        |
| U.S. Billboard Hot Adult Contemporary Tracks | 7        |
| U.S. Billboard Hot Dance Club Play           | 27       |
| U.S. Billboard Top Rock Tracks               | 1        |

## カバー
- ティナ・ターナー
- ロッド・スチュワート
- アリソン・クラウス ２００６年にデュエット。
- David Wilcox
- Evan Dando&Tom Morgan
- Brooks & Dunn
- Tyler Hilton
- デクラン・ガルブレイス
- Paola Turci - イタリア語のために曲名は"Mi Manchi Tu"
- オリアンティ
- E'voke
- Jimmy LaFave
- Cameo
- Kira Isabella

## 共演
- リンゴ・スター - コンサートに、ドラムで参加。
- タイラー・ヒルトン